# سدی هریس
سدی هریس (به انگلیسی: Sadie Harris) یک شخصیت داستانی از مجموعه تلویزیونی درام پزشکی تلویزیونی آمریکایی آناتومی گری (Grey's Anatomy) است که از تلویزیون پخش آمریکایی (ABC) در ایالات متحده پخش می‌شود. این شخصیت توسط تهیه‌کننده سریال شاندا رایمز خلق شده و توسط بازیگر ملیسا جورج به تصویر کشیده شده‌است. وی که بعنوان یک کارآموز جراحی معرفی می‌شود و با قهرمان داستان، مردیت گری (الن پمپئو) آشنایی پیشین دارد، سرانجام با لکسی گری (چایلر لی) دوستی برقرار می‌کند و پس از فاش شدن راه ورود او به برنامه جراحی با تقلب، آنجا را ترک می‌کند.
جورج برای دیدار با تولیدکنندگان اجرایی آناتومی گری دعوت شد بعد از آنکه مدیرهای انتخاب هنرپیشه بازیگری او را در In Treatment، درام تلویریونی محصول سال ۲۰۰۸، مشاهده کردند. قرارداد اصلی این بازیگر شامل ۸ تا ۱۱ قسمت حضور مکرر در فصل ۵ با امکان پایهٔ ثابت شدن در سریال بود. در ابتدا قرار بود او برای کالی تورس (سارا رامیرز) و اریکا هان (بروک اسمیت) یک رقیب عاشقانه باشد، اما پس از جدایی اسمیت در نوامبر ۲۰۰۸، این نقش تغییر کرد.
بعد از حدس و گمان در مورد اینکه آیا این شخصیت به یک پایه ثابت سریال تبدیل می‌شود، تأیید شد که شخصیت جورج به سریال نمی‌پیوندد و به زودی از آن جدا خواهد شد. در پاسخ به این ادعا که عزیمت او برای «غیر همجنسگرا کردن» Grey's Anatomy انجام شده‌است جورج توضیح داد که ترک این سریال تصمیم خود او بوده‌است. این شخصیت بازخوردهای متفاوتی از منتقدین دریافت کرده‌است و به عنوان «شیطان»، «دردسرساز» و «دیوانه» شناخته شده‌است.

## خط سیرها
سدی هریس برای اولین بار در اپیزود فصل ۵ «گره‌هایی که پیوند می‌زنند» ظاهر می‌شود، در این قسمت مشخص می‌شود که او زمانی دوست بسیار نزدیک مردیت گری (الن پمپئو) بوده‌است. هریس و مردیت گری در تعطیلات طولانی مدت در اروپا به یکدیگر متناظرا لقب‌های «بمیر» و «مرگ» را دادند. بهترین دوست مردیت گری کریستینا یانگ (ساندرا اوه) است. یانگ به دوستی مردیت گری و هریس حسادت می‌کند. هریس پس از پیوستن به بیمارستان سیاتل گریس به عنوان کارآموز جراحی، دوستی را با همکار کارآموز خود، لکسی گری (چایلر لی)، خواهر مردیت گری آغاز می‌کند.کارآموزان بیمارستان از کمبود فرصت‌های جراحی کلافه شده‌اند، بنابراین هریس شانه خود را بریده و سپس اجازه می‌دهد تا کارآموزان آن را دوباره بهم بخیه بزنند.
بعداً هریس داوطلب عمل جراحی آپاندکتومی شد تا به کارآموزان کمک کند تا این روش جراحی را یاد بگیرند، به شرطی که بعد از آن فرصتی برای انجام آن پیدا کند. کارآموزان در عمل جراحی اشتباه می‌کنند و هریس به‌طور جدی در معرض خطر قرار می‌گیرد، اما توسط ساکنان نجات می‌یابد. کارآموزان محاکمه می‌شوند و توسط مردیت گری مورد سرزنش قرار می‌گیرند، هرچند هریس به لکسی گری می‌گوید که پشیمان نیست. به دنبال خرابکاری جراحی، هریس به رئیس جراحی بیمارستان ریچارد وب (جیمز پیکنز، جونیور) مراجعه می‌کند و مسئولیت این حادثه را بر عهده می‌گیرد. او به او اطلاع می‌دهد دلیل اخراج نشدن او دوستی شخصی وی با پدرش است.
بعداً، او با کالی تورس (سارا رامیرز) معاشقه می‌کند، گرچه این رابطه هرگز دنبال نمی‌شود. هریس همچنان به دنبال دوستی با لکسی گری است، حتی تا آنجا پیش می‌رود که به او کمک می‌کند رابطهٔ شکوفای لکسی گری با مارک اسلون (اریک دان) را پنهان کند. در «قبل و بعد»، در طی مسابقه ای بین کارآموزان که توسط ایزی استیونز (با بازی کاترین هایگل) راه اندازی شده، جورج اومالی (با بازی تی آر نایت) متوجه عدم دانش پزشکی هریس می‌شود. اگرچه او به هریس پیشنهاد تدریس خصوصی می‌دهد، او نمی‌پذیرد و تصمیم میگرد که به وبر نگوید، کاری که اومالی در عوض انجام می‌دهد. وقتی هریس از گفتگو با وببر فارغ می‌شود به مردیت گری می‌گوید که تصمیم گرفته‌است استعفا دهد و او صلاحیت برنامه جراحی را ندارد. وقتی سعی می‌کند مردیت گری را به تعطیلات در اروپا برگرداند، مردیت گری پیشنهاد را رد می‌کند و هریس می‌رود.

## توسعه

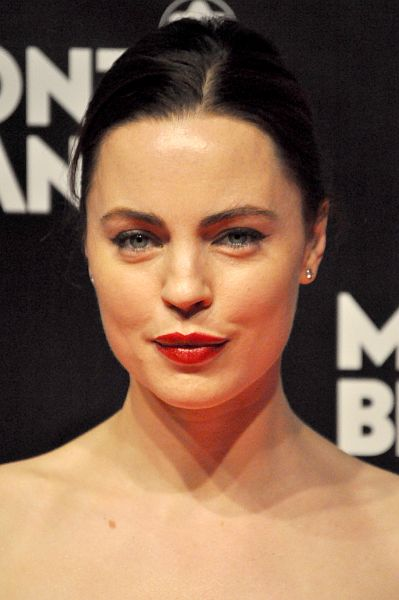
ملیسا جورج، هنرپیشه، در 12 سپتامبر 2010 در Jazz در مرکز لینکلن در شهر نیویورک، در مراسم راه اندازی جهانی "به جان - با صلح و عشق" شرکت کرد. (عکس © Nick Stepowyj)

### انتخاب هنرپیشه و آفرینش
بعداز تماشای نقش مکرر بازیگر مهمان او در درام تلویزیونی In Treatment (محصول ۲۰۰۸) ملیسا جورج از عوامل انتخاب هنرپیشهٔ آناتومی گری دعوتی برای دیدار با تولیدکنندگان اجرایی سریال، شاندا رایمز و بتسی آبجو، دریافت کرد. جورج توضیح داد که پس از ملاقات با تهیه‌کنندگان، قرار شد کار خود را آغاز کند.
قرارداد اولیه جورج شامل هشت تا یازده قسمت حضور مکرر بود که امکان تبدیل شدن به یک پایهٔ ثابت را داشت. با این حال، به گفته نماینده جورج، وی قصد انجام بیش از هشت قسمت را نداشت. در ابتدا قرار بود هریس با تورس رابطه عاشقانه برقرار کند، اما پس از شروع فیلمبرداری، سرانجام ریمز این موضوع را تغییر داد. او در ابتدا به عنوان یک لزبین نوشته شده بود، اما به دوجنسگرا تغییر یافت.
در ژانویه ۲۰۰۹، جورج خروج خود را از Grey's Anatomy تأیید کرد و چندین دلیل برای ترک وی ذکر شده بود. جورج گفت که او تصمیم گرفته‌است تا برای پیگیری یک پروژه دیگر عزیمت کند، و از اعضای بازیگران تعریف و تمجید کرد. با این حال، یک نمایندهٔ سریال ادعا کرد که جدایی این بازیگر به دلیل توافق دو طرفه بین Grey's Anatomy و جورج بر سر «به پایان طبیعی رسیدن» خط داستانی این شخصیت بود، و توضیح داد که، با این حال همه از رفتن او ناراحت بودند. پس از عزیمت اریکا هان (بروک اسمیت)، کریستین دوس سانتوس از E! Online ادعا کرد که برکناری اسمیت از سریال و بازنویسی خط داستانی هریس، توسط شرکت پخش کننده آمریکایی (ABC)، به عنوان بخشی از تلاش برای «غیر همجنسگرا سازی» آناتومی گری، تحمیل شد. اما ریمز این ادعاها را رد کرد.

### تعیین مشخصات
«من باور دارم که جذب شدن نباید جنسیت محور باشد و اینکه همجنسگرا هستی یا نه نباید ویژگی شخصیتی اولت باشه. گرایش جنسی شما تمام کسی که هستید نیست و به همین دلیل من بیشتر به شناختن سدی اهمیت می‌دادم. مشکل همجنسگرا بودن یا نبودن نبود. سدی اتفاقات زیادی براش افتاده بود و لایه‌های زیادی برای کشف کردن داشت.»

—جورج در مورد شخصیتش
شخصیت جورج «شیطان» و «دردسرساز» و همچنین «دیوانه» توصیف شده‌است. وی افزود جنسیت اصلی هریس جنبه اصلی شخصیت او نیست. جورج شخصیت خود را "شکسته" خواند و اظهار داشت که شخصیت خارج شده وی برونگرای او برای پوشاندن چیز دیگری است. جورج اظهار داشت که نحوه تصویرگری وی از هریس تحت تأثیر لیزا روو، یک شخصیت جامعه رنجور از فیلم "دختر، وابریده" (۱۹۹۹) با بازی آنجلینا جولی است.
پیتر نوالک، یکی از نویسندگان این سریال، هریس را «دختری بس لاسی» توصیف کرد. اعضای دیگر بازیگران Grey's Anatomy نیز در مورد شخصیت هریس اظهار نظر کرده‌اند. چاندرا ویلسون اظهار داشت که هریس با سرعت عمل می‌کند، در حالی که لی گفت که این شخصیت برای «ویران کردن سیاتل گریس» وجود دارد. مایکل آوسیلو از روزنامه سرگرمی هفتگی گفت که هریس «کارآموزی است که دارای عقاید باز نسبت به جنسیت است».
دبی چانگ، نویسنده ای برای BuddyTV، و جاناتان تومی از هافینگتون پست همچنین ایده‌هایی در مورد خود برش هریس در اپیزود "در ساعت نیمه شب" ارائه دادند، که آیا او "آرزوی مرگ دارد" و "چه مشکلی دارد؟". استیسی مک کی، نویسنده ای اصلی در این سریال، گفت که هریس "کریستینای قبل از کریستینا" مردیت گری است و او "سرگذشتی با مردیت دارد که کریستینا نمی‌تواند داشه باشد".

## پذیرایی
در طول حضور او در Grey's Anatomy، این شخصیت بازخوردهای متفاوتی در میان منتقدان داشت.
جان کارامانیکا از لس آنجلس تایمز نسبت به رشد شخصیت خود او انتقاد کرد و جورج را «سوء استفاده ای بدجور» خواند. مایکل ایداتو که برای روزنامه دی ایج می‌نوشت، اظهار داشت که داستان بین هریس و یانگ «سرد» است و افزود که این نوشتار «به صورت درام سطح پایین واقعی» است.
دارن دولین از روزنامه هرالد سان با این فکر که آیا تهیه‌کنندگان جورج را برای «تکان دادن نمایش» آورده‌اند یا خیر، و خط داستانی دوجنسگرایی این شخصیت را شبیه داستان هان یافتند. در موضوع خروج جورج، کریس دی لئون از BuddyTV خاطرنشان کرد که وی در مقایسه با ایسایا واشینگتن (پرستون بورک)، اسمیت و نایت - اعضای سابق بازیگران که دارای «خروجی سنگین» بودند، با «بهترین شرایط» ترک کرد.
ارین مک ویرتر از روزنامه دیلی تلگراف شخصیت جورج را در پاسخ به عمل جراحی آپاندیس "شنیع" خواند. ویراستار سابق Star-Ledger، آلن سپین وال از این شخصیت انتقاد کرد و گفت که او به اینکه اجازه می‌دهد کارآموزان روی او کارهایی انجام دهند، چشمهایش را چرخاند و با کنایه نوشت: "اوه، او آسیب دیده‌است! و سکسی! او لباسش را درمی‌آورد و سپس با اشتیاق خودش را برای سایر کارآموزان می‌برد! این جذاب است! " ارین لوولویچ از راهنمای تلویزیون به دلیل برش خود از او به عنوان «مازوخیست» یاد کرد.
اسکات الیس از روزنامه سیدنی مورنینگ هرالد از این شخصیت لذت برد و وی را «جالب» خواند. جنیفر آرمسترانگ از سرگرمی هفتگی از ایفای نقش هریس برای «دلسوزی برای شیطان» لذت برد، آن را «نازین» یافت وقتی او سرزنش ایجاد شکستگی آلت تناسلی در اسلون را به جان خرید تا از خجالت کشیدن لکسی جلوگیری کند. چانگ از BuddyTV ادعا کرد که هریس «مقداری سرکش» است، و لورن جانستون از اخبار روزانه شخصیت اورا " عجول و بی پروا " خواند.